# Maholi
Maholi è una suddivisione dell'India, classificata come nagar panchayat, di 18.406 abitanti, situata nel distretto di Sitapur, nello stato federato dell'Uttar Pradesh.